# OKATO
| Sigles de 2 caractères   |
| Sigles de 3 caractères   |
| Sigles de 4 caractères   |
| ► Sigles de 5 caractères |
| Sigles de 6 caractères   |
| Sigles de 7 caractères   |
| Sigles de 8 caractères   |

OKATO (russe : ОКАТО pour Общероссийский классификатор объектов административно-территориального деления, Obchtchérossiïski klassifikator obiéktov administrativno-territorialnogo délénia, « classificateur russe des objets de division administrative et territoriale ») est un registre national des unités administratives et territoriales de Russie.
L'objet d'OKATO est d'organiser les informations sur la structure des divisions administratives de Russie. Ce registre assigne un code numérique à toutes les divisions administratives du pays, qui sont classées dans une structure hiérarchisée, depuis le niveau du sujet fédéral jusqu'au niveau local.
OKATO est utilisé à des fins statistiques et fiscales. Il a été adopté le 31 juillet 1995, en remplacement de SOATO, système équivalent utilisé dans l'Union soviétique. Il est entré en application le 1er janvier 1997. L'établissement et le suivi d'OKATO sont de la responsabilité de l'Institut fédéral russe de la statistique et des études économiques (Rosstat).
Depuis 2005 existe également le code OKTMO (en), qui inclut également les établissements humains et est utilisé depuis 2014 pour les règlements fiscaux.

## Référence
- (en) Country Report of the Russian Federation.